# Idaea mutilata
Idaea mutilata is een vlinder uit de familie spanners (Geometridae). De wetenschappelijke naam is voor het eerst geldig gepubliceerd in 1876 door Staudinger.
De soort komt voor in Europa.